# Anica Zupanec Sodnik
Anica Zupanec-Sodnik, slovenska slikarka, * 21. marec 1892, Ljubljana, † 20. januar 1978, Golnik.

## Življenje in delo
Anica Zupanec-Sodnik, sestra Alme Sodnik, je po ljudski šoli in 3. razredih meščanske šole pri uršulinkah v Ljubljani (1904–1907) je obiskovala učiteljišče in leta 1911 maturirala; hkrati pa se je učila slikarstva najprej pri P. Žmitku ter nato še pri R. Jakopiču. V letih 1911−1914 je študirala v Münchnu, Pragi in Firencah. Po vrnitvi v Ljubljano je razvila svoj slog, ki je s prosojno pleneristično osvetljavo in mehkimi barvnimi prelivi lokalnih odtenkov blizu impresionizmu v jedru pa ves čas zvest realizmu. Ta je očitnejši v delih ki so nastala v 30. letih 20. stoletja, ko je postala barvna skala sočnejša in bogatejša, izraz pa pouarnjeno dopadljiv. Po 2. svet. vojni so se formati njenih slik zmanjšali, poteze čopiča pa so postale drobnejše in barvitost se je umirila. Slikala je tako v akvarelu kot olju, med motivi pa prevladujejo portreti in tihožitja, zlasti cvetlična. Razstavljala je prvič 1909 v Ljubljani (skupaj z DSLU). Samostojne razstave: Trst (1920, zbirka vojnih slik z bojišč na soški fronti, olja; hrani vojni muzej na Dunaju), Sušak (1941, prekinjeno zaradi zač. vojne), Ljubljana (1944, 1952 in 1954). Sodelovala je na številnih skupinskih razstavah DSLU in drugih združb po Sloveniji, Jugoslaviji in v tujini. Posmrtna pregledna razstava je bila 1985 v Kranju. Leta 1976 je bila izvoljena za izredno članico SAZU.